# Bohemon VI d'Antioquia
Bohemon VI d'Antioquia (en francès: Bohémond VI d'Antioche; 1237 – 11 de març de 1275), príncep d'Antioquia des del 1252 fins al 1268 (després va conservar el títol i una ciutat) i comte de Trípoli des del 1252 fins al 1275, fill de Bohemon V d' Antioquia i Lucia de Segni.
Va succeir al seu pare el 1252 com a Bohemon VI d'Antioquia, i Bohemon III de Trípoli, sota la regència de la seva mare fins que va ser declarat major d'edat al desembre del 1252. Va ser nomenat cavaller pel rei Lluís IX de França a Jaffa el 1252. Va restaurar les bones relacions amb Armènia Menor, aliança que va segellar el seu matrimoni amb la filla del rei armeni Sibil·la d'Armènia. Bertran Embriaco es va rebel·lar contra Bohemon a Trípoli, i va assetjar la ciutat el 1258, durant el curs dels esdeveniments Bohemon va resultar ferit. Juntament amb Hethum I d'Armènia, va retre homenatge al mongol Hulagu Kan després de la caiguda de Bagdad i va acompanyar al general mongol Kitbuqa quan va conquerir Alep i Damasc.
Després de la conquesta de Galilea i la invasió d'Armènia pels mamelucs sota el sultà Bàibars, l'exèrcit mameluc va capturar Antioquia el 18 de maig del 1268. Bohemon va continuar com a comte de Trípoli des del 1268 sense renunciar al títol de príncep d'Antioquia, ja que encara tenia alguna possessió. El sultà Bàibars li va oferir una treva de deu anys el maig del 1271 a canvi del reconeixement de totes les seves recents conquestes. Bohemon es va unir a Eduard, fill del rei Enric III d'Anglaterra, que havia pres la creu i desembarcat a Acre el 9 de maig del 1271, però junts van fer pocs progressos contra els mamelucs. El va succeir el seu fill Bohemon VII, príncep nominal d'Antioquia i IV comte de Trípoli.

## Primers anys

Bohemon VI va governar sobre Antioquia i Trípoli (verd), i va ser aliat del Regne armeni de Cilicia (groc).

Bohemon VI era fill de Bohemon V d'Antioquia i de la italiana Llúcia de Segni, besneboda del papa Innocenci III. Quan Bohemon V va morir el gener del 1252, Bohemon VI va succeir al seu pare amb 15 anys, sota la regència de la seva mare. No obstant això, Llúcia (o Lucia o Luciana), de feble caràcter i que mai abandonava Trípoli, va lliurar el govern del principat als seus familiars romans. Això la va fer impopular, per la qual cosa el jove Bohemon VI, amb l'aprovació del rei Lluís IX de França, que estava en Terra Santa en una croada en aquest moment, va obtenir permís del papa Innocenci IV per heretar el principat uns mesos abans de la seva majoria d'edat legal.
Bohemon va viatjar llavors a Acre, on va ser nomenat cavaller pel rei Lluís, i va prendre el poder a Antioquia. Va apartar la seva mare del poder, però li va lliurar una substanciosa pensió. Gràcies als esforços del mateix Lluís, Antioquia i el Regne d'Armènia Menor van negociar una treva. Per suggeriment de Lluís, el 1254 Bohemon, ja amb 17 anys, es va casar amb Sibil·la, filla de Hethum I d'Armènia, la qual cosa va posar fi a la lluita pel poder entre els dos estats que havia iniciat Bohemon IV, el seu avi. Convertit en certa manera en vassall del seu sogre, Bohemon va aconseguir a canvi la promesa armènia d'auxili al principat en cas necessari.

## Guerra de Sant Saba
Bohemon va ser també membre de la família genovesa Embriaco (la seva àvia havia pertangut a aquesta família). Això el va involucrar en una disputa entre els genovesos i els venecians, la guerra de Sant Saba, que va començar el 1256, va atreure molts dels nobles en Terra Santa, va malgastar valuosos recursos i va costar desenes de milers de vides. El complex conflicte va implicar tota la societat de Terra Santa i va enfrontar els diferents senyors feudals de la regió.
Els senyors Embriaco de Gibelet (també conegut com a Jebail, un petit territori proper) eren decidits opositors dels prínceps d'Antioquia, malgrat ser els seus vassalls. Els venecians i genovesos estaven provant de persuadir Bohemon per guanyar-se el seu suport, però la família Embriaco es va rebel·lar en contra seu el 1258 i la situació es va convertir en una guerra civil que es va perllongar intermitentment durant dècades. Els intents de Bohemon de romandre neutral —encara que simpatitzava en realitat amb els venecians malgrat el seu origen— van resultar inútils. Amb suport genovès, Enric I Embriaco va poder desafiar Bohemon i mantenir una total independència a Gibelet, mentre el seu cosí Bertran atacava Trípoli. Aquest va aconseguir reunir els vassalls de Bohemon descontents amb els favorits romans de la seva mare, que havien conservat influents llocs en la cort fins i tot després que Lucia abandonés la regència; el 1258, els col·ligats van marxar contra Trípoli i van assetjar la ciutat. Els intents de desbaratar el cèrcol van acabar amb la derrota de Bohemon que va patir ferides a mans del propi Bertran. Només l'arribada de socors dels templers li va permetre fer aixecar el setge.
Bohemon va ser capaç d'aconseguir una mica de pau fent que el líder de la revolta, Bertran Embriaco, fóra assassinat per uns serfs, però la rancúnia va continuar. El fill de Bertran, Bartomeu Embriaco, es va convertir en batlle d'una comuna creada per la família Embriaco amb el suport dels nobles i comerciants de Trípoli, enemistats amb la vídua de Bohemon. Els col·ligats van enderrocar a la dinastia de Bohemon i més tard es van negar a sotmetre's a la seva filla Lucia d'Antioquia-Poitiers, que reclamava els seus drets dinàstics sobre el comtat. El germà de Bartomeu, Guillem, juntament amb el seu cosí el senyor de Gibelet, van ser finalment assassinats pel seu fill, Bohemon VII d'Antioquia. Després de sol·licitar l'ajuda de Qalawun, Bartomeu va haver de contemplar la tardana reconciliació de la comuna amb Lucia davant el setge dels mamelucs el 1279 que va acabar amb la presa de la ciutat el 26 d'abril.

## Relacions amb els mongols
El regnat de Bohemon també va veure un gran conflicte entre els mamelucs i els mongols. Hethum I d'Armènia, el sogre de Bohemon, va decidir prudentment sotmetre's a l'autoritat mongola; va enviar el seu germà Simbaci a la cort mongola a Karakorum, el 1247, per negociar els detalls. Hethum després va persuadir el seu gendre Bohemon VI de fer el mateix, i Antioquia es va convertir en vassalla dels mongols el 1260. Tant Hethum I com Bohemon VI van participar després amb les seves pròpies forces en les conquestes mongoles d'Alep i Damasc el 1260. Els relats històrics, segons els escrits del conista anomenat Templer de Tir, sovint descriuen dramàticament als tres governants cristians (Hethum, Bohemon i Kitbuqa) entrant junts a la ciutat de Damasc en senyal de triomf, encara que els historiadors moderns han posat en dubte aquesta història, per ser apòcrifa. La ciutat havia caigut en mans d'Hulagu sense oferir resistència i Kitbuqa Noyan va entrar-hi l'1 de març del 1260, encara que la ciutadella va resistir fins al 6 d'abril.
Els mongols van recompensar Bohemon per la seva lleialtat i li van tornar diversos territoris que havia perdut davant els musulmans, com Latakia, Darkush, Kafar-dubbin, i Jabala. Bohemon va poder tornar a ocupar-les amb l'ajuda d'alguns cavallers templers i hospitalers.
A canvi de les terres, Bohemon havia d'instal·lar el patriarca grec Eutimi a Antioquia, en lloc del patriarca llatí, ja que els mongols estaven tractant d'enfortir els seus vincles amb l'Imperi de Nicea. Això li va valer a Bohemon l'enemistat dels llatins d'Acre, i el patriarca de Jerusalem, Jacques Pantaleón el va excomunicar. El papa Alexndre IV va decidir incloure el cas de Bohemon en el seu proper concili (així com el de Hethum I d'Armènia) però va morir el 1261, pocs mesos abans que el concili pogués convocar-se. L'elecció del nou papa va recaure en Pantaleón, que va prendre el nom d'Urbà IV; després d'escoltar l'explicació de Bohemon sobre la seva submissió als mongoles, va suspendre la seva condemna d'excomunió.

Bohemon VI es va unir als armenis i els mongols en la captura de Damasc el 1260.

Després de prendre Damasc, l'exèrcit mongol va haver d'abandonar la seva ofensiva cap a l'oest, a causa de problemes interns en l'Imperi mongol El gruix de l'exèrcit mongol es va retirar de Síria i va deixar una petita força sota Kitbuqa per ocupar el territori. Això va proporcionar una oportunitat perquè els mamelucs egipcis ataquessin a les afeblides forces mongoles del Llevant.
Els mamelucs van avançar cap al nord des del Caire per enfrontar-se als mongols, amb forces molt majors que les de Kitbuga i el 26 de juliol van travessar la frontera cap a Gaza; pel camí van negociar un inusual pacte de neutralitat amb els francs d'Acre que va permetre als egipcis passar pel territori franc sense ser molestats. Els senyors francs no van oferir tropes als mamelucs, com havien contemplat inicialment, però sí que els van proveir en el seu avanç per Palestina. Per la seva banda, Kitbuga no va poder marxar ràpidament cap al sud com tenia previst perquè una revolta musulmana a Damasc el va obligar a enviar tropes per sufocar-la. Els mamelucs van ser per tant capaços de derrotar els mongols en la històrica batalla d'Ayn Jalut a principis de setembre del 1260, malgrat la valentia dels mongols, vençuts finalment per la seva inferioritat numèrica. La important victòria militar va convertir el Soldanat Mameluc en la principal potència regional durant els dos segles següents. Amb l'exèrcit mongol eliminat, els mamelucs llavors van procedir a conquerir Síria, que prèviament els mongols havien arrasat. Els mamelucs, sota el seu cabdill Bàibars, també van començar a amenaçar Antioquia i Armènia, desitjant castigar l'aliança d'aquests amb els mongols. En la tardor del 1261 i en l'estiu de l'any següent, Bàibars va enviar forces que van realitzar atacs en territori d'Antioquia. Van saquejar el port de Sant Simeó i van amenaçar la mateixa Antioquia, que solament es va salvar gràcies a l'arribada d'auxili armeni i mongol sota el comandament d'Hethum.
El 1263, Bohemon i Hethum van intentar diversos mètodes per recuperar el control de la situació. Van segrestar al patriarca grec, Eutimi, el van portar a Armènia i el van reemplaçar pel llatí Opizo Fieschi. També van tractar d'obtenir algun avantatge financer sobre els mamelucs. Per exemple, Bohemon i Hethum controlaven els boscos del sud d'Anatòlia i el Líban, la fusta dels quals era necessària als mamelucs egipcis per a construir vaixells. Hethum va tractar d'usar-ho com a moneda de canvi per obtenir una treva amb ells. No obstant això, els intents de bloqueig només van incitar més encara a Baibars a continuar les seves campanyes contra tots dos.
El 1264, Bohemon també va sol·licitar l'ajuda dels mongols. Va viatjar a la cort d'Hulagu provant d'obtenir el major suport possible dels governants mongols contra l'avanç mameluc i va assistir a l'últim kuriltai d'aquell kan, celebrat a prop de Tabriz el juliol. No obstant això, Hulagu no estava content amb Bohemon perquè havia substituït el patriarca de ritus grec per un patriarca llatí, ja que l'aliança romana d'Orient –on el ritu grec era l'oficial– era important per a ell contra els turcs a Anatòlia. Malgrat l'estima d'Hulagu pel patriarca Eutimi, que va escortar en persona a la filla il·legítima de l'emperador romà d'Orient Miquel VIII Paleòleg, Maria, al seu harem, Bohemon va aconseguir reconciliar-se amb ell i evitar que el patriarca grec tornés a Antioquia. La mort de Hulagu el 8 de febrer del 1265, no obstant això, va afeblir els mongols i les lluites successòries els van impedir intervenir al nord de Síria i van permetre a Bàibars reprendre les seves campanyes contra els estats croats sense temor.

## Caiguda d'Antioquia
En la primavera del 1266, Hethum també va acudir a la cort mongola i va sol·licitar ajuda, tement un imminent atac de Bàibars. Però durant la seva absència, l'exèrcit mameluc va atacar a l'exèrcit armeni —que estava sota el comandament del fill de Hethum— en la batalla de Mari. Bàibars havia enviat a començament de l'estiu dos exèrcits cap al nord; mentre un, que ell manava en persona, combatia a Galilea, l'altre, comandat per l'hàbil Qalawun, s'uní al de Hama després de saquejar els voltants de Trípoli i marxà cap a Cilícia. Mentre l'exèrcit armeni esperava en les Portes Cilícies al costat dels seus aliats templers, els mamelucs van envoltar la posició pel nord per després virar i penetrar en la plana cilícia; l'exèrcit armeni va haver de realitzar marxes forçades per tractar de bloquejar la maniobra. El 24 d'agost, es va produir l'enfrontament decisiu i els mamelucs, més nombrosos que els seus enemics, van resultar victoriosos. Van matar a un dels fills de Hethum, van prendre a l'altre presoner, van devastar la regió i van reduir la capital a ruïnes. A la fi de setembre, els invasors es van retirar a Alep amb més de quaranta mil captius i nombrós botí. La derrota va suposar l'ocàs del poder de Cilícia. Després de destruir gairebé tot el Regne d'Armènia Menor, l'exèrcit mameluc va dirigir la seva atenció cap a Antioquia a la tardor. Però els generals havien pres la seva ració de botí d'Armènia i no desitjaven lliurar una altra batalla. Bohemon va ser així capaç de subornar-los per evitar que ataquessin.
Bàibars estava enutjat per la feblesa dels seus generals i va reprendre l'atac per Palestina. Al maig del 1267, va atacar Acre i el 14 de maig del 1268 va començar el setge d'Antioquia, després d'apropar-se a Trípoli i abandonar el seu assalt en trobar-la ben defensada; va prendre la ciutat a l'assalt el 18 de maig mentre Bohemon es trobava a Trípoli. L'escassa guarnició, que s'havia negat a capitular, no havia aconseguit defensar la llarga muralla i evitar una bretxa que va permetre la presa de la ciutat i la gran matança posterior. El principat, el primer dels estats croats i que era la més rica de les ciutats franques al Llevant, va desaparèixer després de 171 anys. L'enfonsament del principat va suposar un dur cop al prestigi franc i va conduir a la decadència franca a Síria; la ciutat mai es va recuperar del saqueig i es va convertir en una simple fortalesa fronterera. Els dirigents de les esglésies cristianes van abandonar la ciutat i es van instal·lar a Damasc. Tot el nord de Síria es va perdre ràpidament —a excepció de Latakia, que va resistir alguns anys més els embats mamelucs— fet que va deixar Bohemon sense territoris, excepte Trípoli. Va sol·licitar, juntament amb altres senyors cristians, una treva a Bàibars, que fou concedida.

## Setge de Trípoli

El setge de Bàibars a Bohemon VI, en Trípoli, va ser aixecat el maig del 1271 quan Eduard I d'Anglaterra va arribar al Llevant, començant la Novena Croada.

Bàibars va atacar novament el 1271; el setge de Trípoli va començar amb l'enviament d'una carta a Bohemon en la qual l'amenaçava amb l'aniquilació total i es burlava de la seva aliança amb els mongols.
Bohemon va demanar una treva a fi de no perdre també Trípoli. A l'abril, Bàibars havia capturat estratègiques fortaleses, com el Crac dels Cavallers, que controlaven l'accés a la ciutat.
Bàibars es va burlar de la seva falta de coratge i li va demanar pagar totes les despeses de la campanya mameluca. Bohemon va tenir prou orgull per rebutjar l'oferta però, al maig, Bàibars li va oferir de totes maneres una treva de deu anys, que Bohemon va acceptar. En aquell moment, els mamelucs havien capturat cada castell dels francs situat terra endins, però els mamelucs havien sentit parlar d'una nova croada, aquesta vegada d'un príncep que després seria el rei Eduard I d'Anglaterra. Eduard havia desembarcat a Acre el 9 de maig del 1271, on aviat se li va unir Bohemon i el seu cosí el rei Hug III de Xipre i de Jerusalem. Eduard, no obstant això, comptava amb escasses tropes i no va aconseguir el suport efectiu dels senyors de Llevant o de les potències navals veneciana i genovesa, interessades en el comerç amb els mamelucs. Amb minso suport mongol i insuficients forces pròpies, Eduard es va adonar que el més que podia aconseguir era una treva que donés un respir als escassos territoris cristians de la regió, proposta que en la primavera del 1272 va rebre el beneplàcit mameluc. Es va signar una pau el 22 de maig a Cesarea amb la mediació de Carles I d'Anjou. Després de sofrir un intent d'assassinat que gairebé li va costar la vida, Eduard va tornar a Anglaterra al setembre.
La rancúnia dels mamelucs cap a Bohemon VI per la seva aliança amb els mongols es va mantenir fins a la caiguda final de Trípoli el 1289.

## Mort i descendència
Bohemon va morir el 1275, deixant un fill i tres filles: 
- Bohemon VII, príncep nominal d'Antioquia i IV comte de Trípoli;
- Isabel, que va morir jove;
- Lucia, després comtessa titular de Trípoli;
- Maria (morta aproximadament el 1280), casada amb Nicolau II de Saint Omer (mort el 1294).